# Stanwell, Queensland
Stanwell är en ort i Australien. Den ligger i kommunen Rockhampton och delstaten Queensland, omkring 520 kilometer nordväst om delstatshuvudstaden Brisbane.
Trakten runt Stanwell är nära nog obefolkad, med mindre än två invånare per kvadratkilometer.. Närmaste större samhälle är Mount Morgan, omkring 19 kilometer söder om Stanwell. 
I omgivningarna runt Stanwell växer huvudsakligen savannskog. Genomsnittlig årsnederbörd är 1 071 millimeter. Den regnigaste månaden är januari, med i genomsnitt 283 mm nederbörd, och den torraste är augusti, med 20 mm nederbörd.